# Lars Bender
För andra betydelser, se Lars Bender (olika betydelser).
Lars Bender, född 27 april 1989 i Rosenheim, är en tysk före detta fotbollsspelare. 
Hans tvillingbror Sven Bender är också en tidigare fotbollsspelare. De spelade tillsammans i både 1860 München och Bayer Leverkusen.

## Klubbkarriär
Vid slutet av säsongen 2020/2021 valde båda bröderna Bender att avsluta sina fotbollskarriärer.

## Landslagskarriär
Lars Bender gjorde det avgörande målet mot Danmark i Europamästerskapet i fotboll 2012.